# Qin Benli
Qin Benli (13 août 1918 -16 avril 1991) est un journaliste chinois bien connu, rédacteur en chef de journal, commentateur et fondateur du journal World Economic Herald.

## Biographie
Qin Benli est né dans la province du Zhejiang en août 1917. Il gardera de sa province natale un accent caractéristique qui le rendait parfois difficile à comprendre. 
Il rejoint le Parti communiste chinois et devient le rédacteur en chef adjoint de Wen Hui Bao, un grand quotidien de Shanghai, en 1956. Mais en 1957, il est dénoncé comme un droitier lors de la campagne anti-droitiste engagée par Mao Zedong. Il est banni du monde journalistique pendant plus de deux décennies.
En 1980, à la faveur d'une relative libéralisation, Qin Benli revient dans la profession et fonde le Word Economic Herald. Il est convaincu qu'il faut réformer radicalement le système politique chinois. Il s'entoure de journalistes âgés de moins de 40 ans qui sont des anciens jeunes instruits (zhiqing) et diplômés de l'université. Le World Economic Herald, basé à Shanghai, est devenu l'un des plus libéraux médias chinois. Officiellement toléré mais non affilié au Parti communiste chinois ou au gouvernement, son journal a un tirage modeste, selon les normes chinoises, de 300 000 exemplaires surtout parmi les intellectuels.
Le réformateur Hu Yaobang, mis à l'écart par le régime, meurt le 15 avril 1989. Le 19 avril, le World Economic Herald organise un forum à Pékin pour honorer la mémoire de Hu Yaobang. Puis le journal consacre cinq pages à la couverture du forum de Pékin. Non seulement il est évoqué les idéaux de Hu Yaobang mais l'accent est mis en particulier sur l'absence de mécanismes démocratiques dans le système politique chinois. Les autorités chinoises réagissent et demandent la tête de Qin Benli. 
C'est Jiang Zemin qui ordonne alors le licenciement de Qin Benli. Il est maire de Shanghai depuis 1985,secrétaire général du Comité du PCC de la ville depuis 1987. La même année, lors du XIIIe Congrès, il est entré  au bureau politique du Comité central (13e Politburo).
Qin Benli est mort d'un cancer à l'estomac, à Shanghai en 1991 à l'âge de 73 ans. Le gouvernement n'a pas évoqué sa mort.